# Słobódka (sielsowiet Świerżeń Stary)
Słobódka (biał. Слабодка, Słabodka; ros. Слободка, Słobodka) – wieś na Białorusi, w obwodzie mińskim, w rejonie stołpeckim, w sielsowiecie Świerżeń Stary, nad doliną Niemna.

## Historia
W XIX i w początkach XX w. położona była w Rosji, w guberni mińskiej, w powiecie nowogródzkim, w gminie Mir.
W dwudziestoleciu międzywojennym leżała w Polsce, w województwie nowogródzkim, w powiecie stołpeckim, w gminie Mir. W 1921 miejscowość liczyła 312 mieszkańców, zamieszkałych w 68 budynkach, w tym 310 Polaków i 2 Białorusinów. 309 mieszkańców było wyznania prawosławnego i 3 rzymskokatolickiego.
Po II wojnie światowej w granicach Związku Sowieckiego. Od 1991 w niepodległej Białorusi.